# Eugene Braunwald
Eugene Braunwald (Vienna, 15 agosto 1929) è un medico austriaco naturalizzato statunitense.
Svolge la sua attività clinica e di ricerca nel campo della cardiologia e della Medicina interna presso la Harvard University di Boston.
Nel 2000 il Direttore della rivista dell'European Society of Cardiology, in occasione del cinquantenario dell'istituzione, chiese a tutti i Premi Nobel per la Medicina e Fisiologia viventi chi avesse contribuito maggiormente alla pratica della Cardiologia negli anni recenti. Tutti quelli che risposero concordavano sul nome di Eugene Braunwald.

## Biografia
Eugene Braunwald è nato a Vienna da genitori ebrei, Wilhelm Braunwald e Clara Wallach. La sua famiglia fu costretta a trasferirsi negli Stati Uniti nel 1939 a causa del regime nazista, quattro mesi dopo che Hitler aveva annesso l'Austria alla Germania. Si trattò di una vera fuga, di notte, attraverso la Francia e l'Inghilterra, con l'aiuto della Jewish Relief Agency. La famiglia rimase a Londra per quindici mesi, poi due mesi in campagna per la paura dei bombardamenti, fino alla partenza per gli Stati Uniti con la nave USS Harding per evitare l'internamento in campo di profughi. Una zia della madre residente in America gararantì per l'immigrazione presso le autorità statunitensi
Branwald racconterà che all'inizio aspirava a diventare un ingegnere, così si iscrisse alla Brooklyn Technical High School. Trovò questo indirizzo eccitante, ma impersonale; desiderando combinare la scienza con le relazioni umane decise che non c'era di meglio che la medicina. Probabilmente scelse la cardiologia perché in quel campo vi era più tecnologia rispetto agli altri campi della medicina: era affascinato dai congegni idraulici ed elettrici, la cardiologia gli permetteva di conciliare i suoi due forti interessi
Si convinse definitivamente a diventare cardiologo dopo aver frequentato la Bellevue Cardiology Clinic, diretta da Ludwig Eichna, durante il suo corso di laurea alla New York University. «Fui il primo studente a fare ricerca in un laboratorio di cateterismo cardiaco. Il Direttore era Ludwig Eichna. Così potei studiare l'emodinamica dello scompenso cardiaco».
In seguito perseguì la clinical fellowship presso il Mount Sinai Hospital e si specializzò in cardiologia alla Columbia University, presso la quale lavorava André Frédéric Cournand, padre dell'emodinamica cardiovascolare e Premio Nobel per la medicina, che Braunwald considera il suo secondo mentore.
Braunwald proseguì lo studio della cardiologia a Città del Messico, nell'Istituto Ignacio Chavez. 
Braunwald riteneva che la Scuola messicana di Cardiologia fosse superiore ad ogni altra. «Noi abbiamo la tecnologia, ma loro hanno la pratica. Il miglior libro di cardiologia è il paziente stesso», così ha sempre argomentato.
Nel 1952 Braunwald ha sposato Nina Starr, una collega chirurgo toracico e ricercatrice. Nina Starr gli ha dato tre figlie: Karen, diventata psicologa, Allison, diabetologa, e Jill, avvocato. Nina Starr Braunwald è scomparsa nel 1992. Dopo alcuni anni Braunwald ha sposato Elaine, sua seconda moglie, conosciuta presso il Brigham Hospital. Ha sette nipoti.
Eugene Braunwald frequentò anche due corsi di musica durante il periodo universitario ed è rimasto un appassionato (ma non esecutore) di musica classica, in particolare dell'opera. Racconta che da studente il suo professore gli permise di partecipare ad una rappresentazione dell'AIDA al Metropolitan Opera come portatore di lancia, con la paga di un dollaro.

## Attività professionale
Eugene Braunwald nel corso della sua carriera ha rivestito i ruoli molteplici di medico-scienziato, di insegnante accademico e mentore, di amministratore e di pubblicista.
Dopo la collaborazione con Cournand, Braunwald ha lavorato presso il Laboratory of Cardiovascular Physiology, diretto da Stanley Sarnoff, del National Heart Institute (oggi NHLBI) a Bethesda in Maryland. Passato nei laboratori del National Institutes of Health ha proseguito gli studi di fisiologia cardiovascolare.
In seguito Braunwald è stato chiamato a San Diego alla University of California, dove è rimasto dal 1968 al 1972, fondando la cattedra del Dipartimento di Medicina. Egli prese con sé John Ross Jr come Direttore della Cardiologia. Il suo obiettivo era di creare una scuola di medicina, nella quale la distanza tra scienze precliniche e attività clinica fosse minimizzata.
Braunwald ha lasciato l'University of California quando il governatore Ronald Reagan appena eletto licenziò il rettore dell'università, Clark Kerr, e decise che non sarebbero stati più aperti teaching hospitals (Ospedali universitari). Braunwald invece riteneva «che ci può essere un grande ospedale senza una Facoltà di Medicina, ma non può esserci una grande facoltà di Medicina senza un grande ospedale».
Così dal 1972 Braunwald è passato al Brigham and Women's Hospital, presso la Harvard University a Boston.

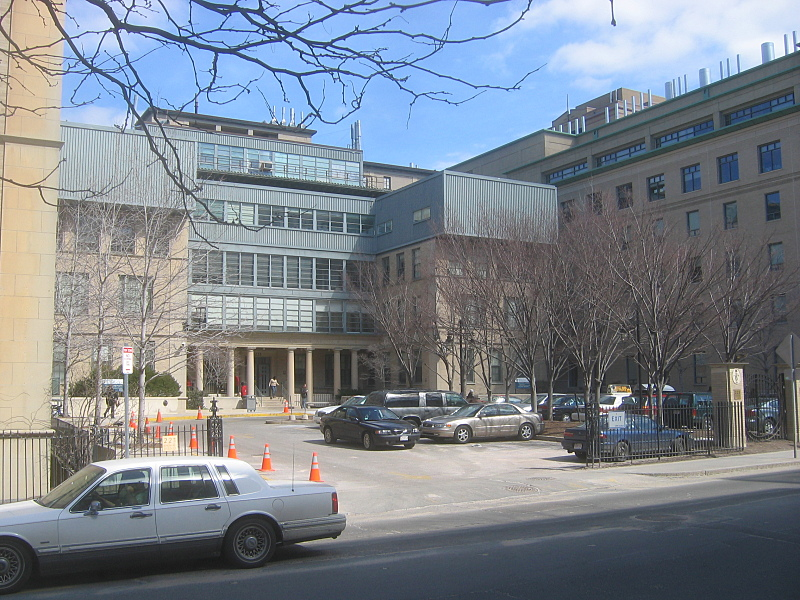
Il Brigham and Women's Hospital di Boston

## Riconoscimenti
Braunwald ha ricevuto numerosissimi riconoscimenti in tutto il mondo.
Nel 1966 è stato premiato con il Jacobi Medallion dal Mount Sinai Alumni (Mount Sinai Hospital) "per gli importanti risultati nel campo della Medicina o per il servizio straordinario reso all'Ospedale, alla Scuola o alla Alumni Association.".
Nel 1981 ha ricevuto l'Herrick Awards of the American Heart Association
Nel 1986 ha ricevuto il Distinguished Scientist Award dall'American College of Cardiology.
Nel 2004 è stato il vincitore del Libin/AHFMR Prize for Excellence in Cardiovascular Research  presso il Libin Cardiovascular Institute of Alberta.
Nel 2004 la Gold Medal of the European Society of Cardiology.
Braunwald ha ricevuto diciannove lauree ad honorem da alcune Università, tra cui Lisbona, Porto, Roma, Vienna, La Plata, Mount Sinai in New York City. Il 26 ottobre 2013 ha ricevuto la laurea honoris causa dall'Università di Salerno, erede dell'antica Scuola Medica Salernitana.
E l'unico cardiologo ad essere membro della National Academy of Sciences
Nel 2002 ha ricevuto il Warren Alpert Foundation Prize.
Nel 1996 la Harvard University ha creato la cattedra permanente Eugene Braunwald Professorship in Medicine.
Nel 1999 l'American Heart Association ha fondato l'Eugene Braunwald Academic Mentorship Award.
L'11 maggio 2005 ha ricevuto la medaglia d'oro per i suoi meriti dalla città di Vienna.

## Attività scientifica
Eugene Braunwald è autore e coautore di numerose pubblicazioni indicizzate su PubMed. Il suo lavoro ha drammaticamente aumentato le conoscenze delle malattie del cuore nel campo dello scompenso cardiaco, della malattia ischemica coronaria e delle valvulopatie. 

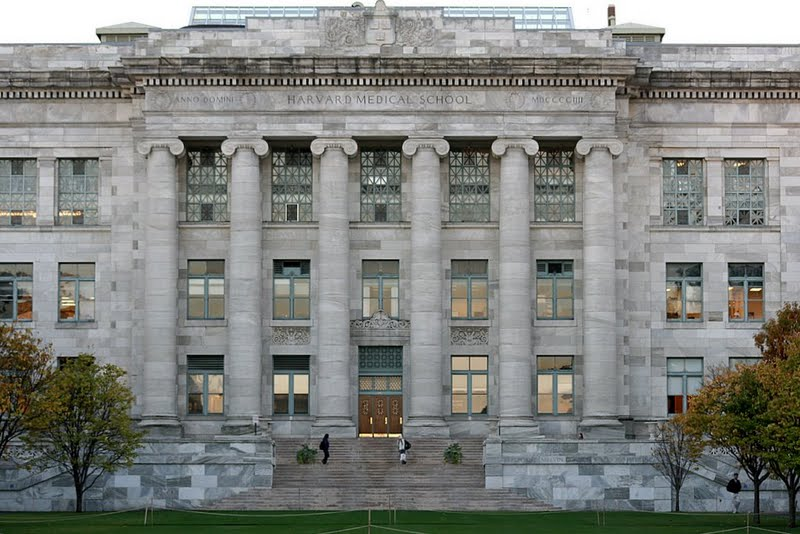
La Harvard Medical School di Boston

Eugene Braunwald nel 1978 prese l'iniziativa, su richiesta della casa editrice Saunders, di pubblicare un importante testo di riferimento di Cardiologia, il Braunwald's Heart Disease: A Textbook of Cardiovascular Medicine, giunto alla decima edizione nel 2014. Egli è stato l'autore o il coautore di circa la metà della prima edizione. Braunwald in quel periodo prese un anno sabbatico dal Brigham's Department of Medicine per dedicarsi per intero alla scrittura del suo Trattato. Si occupò, in quell'anno, contemporaneamente della scrittura dell'Heart Disease e del coordinamento della nuova edizione dell'Harrison's, il testo di Medicina Interna del quale correggeva i manoscritti dei numerosi autori. Per non confondere le due redazioni, che richiedevano una diversa impostazione, Braunwald lavorava a ciascuno in due stanze diverse della sua casa di Weston, nel Massachusetts, che chiamava la Heart Disease room e la Harrison's room. Lavorava per sedici ore al giorno; iniziava alle 7 con il l'Heart Disease, interrompeva per il pranzo, poi, “per riposare la mente”, come affermava, lavorava sull'Harrison's nel pomeriggio; dopo cena tornava al lavoro più impegnativo sull'Heart Disease. «Fu un compito faticoso, tanto che non potevo essere tentato di fare altro, nemmeno radermi la barba. Avevo una lunga e ispida barba per cui preferivo non andare in pubblico; saltai anche il congresso dell'American Heart Association...La prima edizione fu un clamoroso successo».
Nel 1956 Braunwald identificò per primo l’elevazione di un marker biologico (la proteina C-reattiva) nello scompenso cardiaco. Nel 1951 si occupò della misura del consumo di ossigeno in modelli animali e dei determinanti del flusso coronarico presso il National Heart Institute a Bethesda.
Nel 1962 fu il primo a misurare la frazione di eiezione del ventricolo sinistro e il dp/dt nel paziente. Nel 1959 contemporaneamente a Russel Brock identificò la stenosi subaortica ipertrofica. Nel 1962 dimostrò le anormalità del sistema nervoso simpatico nell'insufficienza di cuore, confrontando le concentrazioni plasmatiche di noradrenalina a riposo e durante esercizio in soggetti normali e in soggetti nelle varie classi di scompenso cardiaco.
Il contributo di Braunwald è stato fondamentale nello svolgimento dello studio TIMI (Thrombolysis in Myocardial Infarction), iniziato nel 1984, e nell'affermazione del concetto di aterosclerosi delle coronarie complicata da trombosi come base patologica dell'infarto miocardico acuto.
Braunwald è rimasto Direttore del TIMI study group per 24 anni. Insieme ai suoi colleghi ha portato avanti l'”ipotesi dell'arteria aperta” (open artery hypotheses), dimostrando il miglioramento della sopravvivenza negli infartuati ai quail si riusciva a riaprire la coronaria responsabile.
Egli è stato il primo a dimostrare il beneficio degli ACE inibitori nel prevenire il rimodellamento avverso del ventricolo sinistro dopo l'infarto.
Nel 2004 ha dimostrato il beneficio di una più intensa riduzione dell'LDL-colesterolo nei pazienti ad alto rischio coronarico.

## Controversie
Il laboratorio di ricerca di Braunwald presso la Harvard University fu la sede negli anni '80 del caso John Darsee. Braunwald riteneva Darsee uno dei suoi più brillanti allievi, ma i suoi collaboratori scoprirono che il giovane ricercatore aveva falsificato i dati di molte ricerche. Braunwald sospese l'attività di Darsee; il National Institutes of Health (NIH), che finanziava quelle ricerche stesse, in seguito, chiese il rimborso dei fondi spesi. Il caso ebbe molta risonanza come esempio di disonestà nella ricerca medica; lo stesso Darsee riconobbe i fatti negli anni successivi e chiese ufficialmente scusa.
Nel 2009 Eugene Braunwald ha presieduto una commissione amministrativa dei due Ospedali affiliati all'Harvard Medical School, che ha redatto delle regole molto stringenti per evitare il conflitto di interessi tra i dirigenti medici dell'Istituzione e le Aziende farmaceutiche e biotecnologiche. Queste limitazioni si erano rese necessarie per le crescenti critiche dell'opinione pubblica americana sui legami tra industria e mondo accademico.